# Br-17 210mmカノン砲
Br-17 210mmカノン砲（M1939）（ロシア語：210-мм пушка образца 1939 года (Бр-17））は、チェコ・シュコダ社で製造されたソビエト連邦のカノン砲である。

## 概要
1939年3月のドイツによるチェコスロバキア占領後、シュコダ社もドイツに引き継がれ、その後モロトフ・リッベントロップ協定を経て、ソビエト連邦に技術ごと引き渡されたとされるが、ドイツ側に資料が残っていない。
設計主任はイリヤ・イワノフ（Иванов, Илья Иванович (конструктор)）。
同じくイワノフが設計に携わったBr-18 305mm榴弾砲と同様の制御構造をしており、独ソ戦の際にレニングラード攻防戦で使用され、現在サンクトペテルブルク砲兵博物館に保存されている。

## 参考
- Шунков В. Н. Оружие Красной Армии. — Мн.: Харвест, 1999. — 544 с ISBN 985-433-469-4